# One Night in Paris
One Night in Paris (с англ. — «Одна ночь в Париже») — концертный видеоальбом британской группы Depeche Mode, вышедший 27 мая 2002 года.

## Об альбоме
One Night in Paris состоит из двух дисков: на первом DVD представлен концертный видеоальбом, основанный на съемках двух концертов, проходивших 9 и 10 октября 2001 года в Берси, Париж, второй диск содержит документальный фильм, в котором рассказывается о процессе съёмки One Night in Paris и о концертом туре Depeche Mode Exciter Tour. Режиссёром One Night in Paris является Антон Корбейн.
В декабре 2005 года видеоальбом вышел на UMD для PlayStation Portable.

## Список композиций
- Все песни написаны Мартином Гором

### DVD: Mute Film/DVDStumm 190 (UK)
Диск 1 — Концерт
1. «Easy Tiger»/«Dream On» (Acoustic) [Intro]
2. «The Dead of Night» (Exciter, 2001)
3. «The Sweetest Condition» (Exciter, 2001)
4. «Halo» (Violator, 1990)
5. «Walking in My Shoes» (Songs of Faith and Devotion, 1993)
6. «Dream On» (Exciter, 2001)
7. «When the Body Speaks» (Exciter, 2001)
8. «Waiting for the Night» (Violator, 1990)
9. «It Doesn’t Matter Two» (Black Celebration, 1986)
10. «Breathe» (Exciter, 2001)
11. «Freelove» (Exciter, 2001)
12. «Enjoy the Silence» (Violator, 1990)
13. «I Feel You» (Songs of Faith and Devotion, 1993)
14. «In Your Room» (Songs of Faith and Devotion, 1993)
15. «It’s No Good» (Ultra, 1997)
16. «Personal Jesus» (Violator, 1989)
17. «Home» (Ultra, 1997)
18. «Condemnation» (Songs of Faith and Devotion, 1993)
19. «Black Celebration» (Black Celebration, 1986)
20. «Never Let Me Down Again» (Music for the Masses, 1987)

Диск 2
1. Документальный фильм One Night in Paris
2. Фотографии
3. Интервью, взятые у фанатов и участников Depeche Mode
4. Видео, которые показывались на большом экране во время концертов Exciter Tour:
  1. Waiting for the Night
  2. It Doesn’t Matter Two
  3. In Your Room
  4. It’s No Good
  5. Black Celebration
5. Sister of Night (Ultra, 1997) — Бонус-трек
6. Клип Never Let Me Down Again с возможностью выбора трёх различных ракурсов для просмотра.
7. Видео, где Мартин Гор исполняет песню «Surrender». Для просмотра необходимо выбрать видео «In Your Room» и на пульте ДУ нажать стрелку вправо, а затем кнопку Enter.

### UMD: Mute Film/DMUMD1 (UK)
- Повторяет содержание первого DVD

## Чарты и сертификации
| Чарт                                | Высшая позиция | Сертификация |
| ----------------------------------- | -------------- | ------------ |
| Германия                            | 54             | Платиновая   |
| Великобритания                      | 4              |              |
| США Billboard Top Music Video Sales | 13             | Золотая      |

## Участники записи
- Дэвид Гаан — основной вокал
- Мартин Гор — гитара, клавишные, бэк-вокал, основной вокал
- Энди Флетчер — клавишные, бэк-вокал
- Кристиан Айгнер — ударные
- Петер Гордено — клавишные, пианино, бэк-вокал
- Джордан Бэйли — бэк-вокал
- Джорджия Льюис — бэк-вокал